# Восстание 31 мая — 2 июня 1793 года
Восстание 31 мая — 2 июня 1793 знаменует собой важную веху в истории Великой французской революции. Дни 31 мая — 2 июня (фр. journees) привели к падению жирондистов под давлением парижских санкюлотов, якобинцев и монтаньяров в Национальном конвенте. По влиянию и важности восстание 31 мая — 2 июня принадлежит к трём великим народным восстаниям революции — 14 июля 1789 и 10 августа 1792. Это также было последнее успешное восстание.

## Контекст
Восемь долгих месяцев с начала заседаний Национального конвента были растрачены на «скандальные» дебаты и прения, дискредитировавшие национальный представительный орган. Франция ожидала свою Конституцию — то, что она получила, было — гражданская война, вторжение войск коалиции и экономический кризис, такой глубокий, что он сотряс страну до основания. Позиции Жиронды, казалось, оставались прочными в национальном правительстве и департаментах. Именно из-за Жиронды ассамблея оттягивала принятие мер, соответствующих опасностям, стоящих перед республикой. Ни в какой другой момент, за исключением, возможно, осени 1792, правительство не имело меньше влияния и авторитета. Трудность и опасность ситуации весной 1793 были очевидны.
Экономическая ситуация стремительно ухудшалась с сентября 1792 года, в частности, к концу зимы 1793 года начались перебои с поставками зерна, отчего цены выросли в два раза. Несмотря на советы Сен-Жюста, огромное количество ассигнатов было выпущено в обращение — в феврале 1793 года их цена упала до 50 процентов от номинальной стоимости. Обесценивание спровоцировало инфляцию и спекуляцию. Само выживание революции, казалось, зависело от снижения уровня инфляции.
Военные неудачи, измена Дюмурье и мятеж в Вандее, который начался в марте 1793, обострили национальные чувства и склоняли республиканцев на сторону монтаньяров, приверженность которых политике общественной безопасности казалась многим единственной мерой, способной защитить революцию. Ассоциация с Дюмурье и восхваление его жирондистами после побед при Вальми и Жемаппе, попытки противостоять свержению монархии во время восстания 10 августа, желание спасти короля во время суда над ним, всё это воспринималось активистами Парижа с подозрением и обвинениями Жиронды в контрреволюционных заговорах. Жирондисты были вынуждены пойти на создание Комитета общественного спасения и Революционного трибунала.
Власть незаметно переходила в руки монтаньяров, делегированных в департаменты и вооружённые силы в качестве комиссаров, облечённых большими полномочиями и авторитетом Конвента. Жирондисты думали, что избавятся от монтаньяров, отправив 82 из них комиссарами по организации призыва в армию, а обнаружили падение своего влияния в провинциях; количество анти-бриссотинских ходатайств и петиций увеличилось в конце марта. Предлагаемые монтаньярами инициативы воспринимались положительно и они признавались более эффективными. Столкнувшись с угрозами внутри и извне, ухудшающимся экономическим положением, санкюлоты столицы стали выдвигать и требовать первые меры по облегчению экономической жизни и обеспечению общественной безопасности. В то время как неспособность Жиронды парировать эти угрозы стала очевидной, монтаньяры постепенно начали принимать политическую программу, предлагаемую активистами Парижских секций.

## Кризис

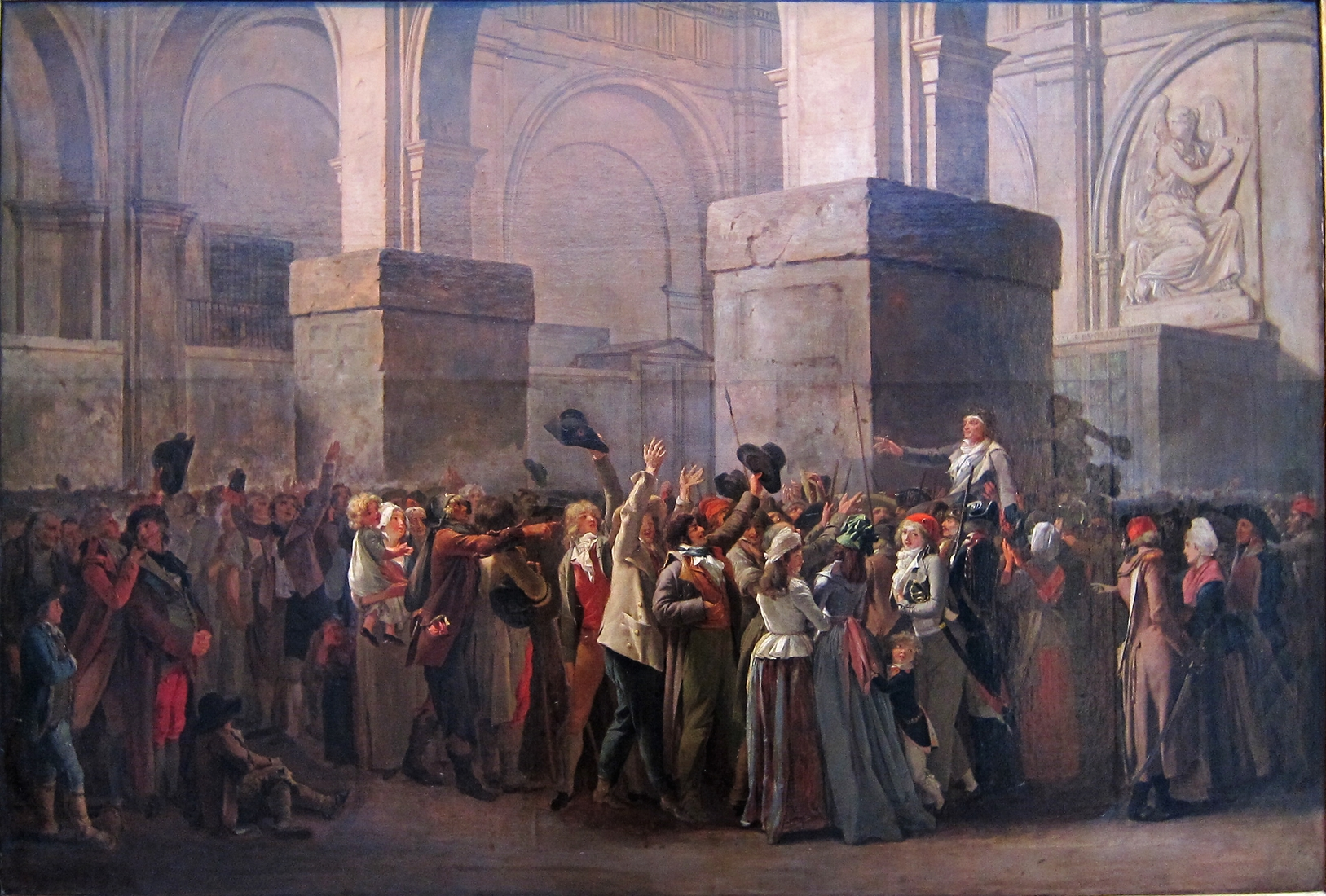
Триумф Марата
Луи-Леопольд Буальи, 1794

5 апреля клуб якобинцев под председательством Марата направил циркулярное письмо своим филиалам в провинциях, приглашая их потребовать отзыва тех депутатов собрания (фр. appelants), которые голосовали за предложение о референдуме по судьбе короля — «преступные делегаты ткут нити заговора, направляемого английским королём и кликой деспотов, желающих нас задушить». 13 апреля Гаде потребовал обвинения против Марата, президента клуба в тот момент, как ответственного за этот циркуляр и, после яростных прений, это предложение было принято Конвентом 226 голосами за и 93 против при 47 воздержавшихся. Дело Марата было передано в Революционный трибунал, где Марат предложил себя в качестве «апостола и мученика свободы» и где был торжественно оправдан 24 апреля. Возмущению санкюлотов, для которых Марат был своего рода идолом, не было конца, и, в ответ, уже 15 апреля тридцать пять из сорока восьми парижских секций предоставили в Конвент петицию, составленную в наиболее угрожающих выражениях по отношению к двадцати двум самых известным жирондистам. Среди санкюлотов были распространены идеи «прямой демократии» и в секциях Парижа считали, что народ имеет право отзыва депутата национального собрания в любой момент.
Тогда жирондисты обратили своё внимание на цитадель поддержки монтаньяров в Парижской коммуне. В своём ответе на памфлет «История бриссотинцев» (фр. Histoire des Brissotins), опубликованный Камиллом Демуленом и зачитанный в клубе якобинцев 17 мая, Гаде в Конвенте осудил власти Парижской коммуны, охарактеризовав их как «власти, посвящённые анархии, жадные до денег и политического доминирования» — его предложение было в их немедленной чистке. Была создана Комиссия двенадцати по расследованию деятельности коммуны, в которую вошли одни жирондисты. 24 мая комиссия двенадцати приказала арестовать Эбера за анти-жирондистскую статью в 239 номере его «Папаши Дюшена» (фр. Pere Duchesne). Были арестованы активисты секций, в том числе Варле и Добсен, президент секции Ситэ. Эти меры и привели к финальному кризису.
Напрасно Дантон пытался найти компромисс с жирондистами. Монтаньяры в Конвенте — по крайней мере некоторые из них — понимали, что противостояние с секциями Парижа опасно, чему 10 августа и судьба Законодательного собрания были свидетельством. Своей непреклонностью в отказе удовлетворить хотя бы минимальные требования санкюлотов, жирондисты ставили под угрозу не только Конвент, но и всю страну во время иностранного вторжения и гражданской войны; к тому же это полностью парализовало правительство. На данный момент, когда на армию республики ещё нельзя было положиться и активизации контрреволюции в стране, только секции Парижа являлись реальной силой, способной защитить революцию. И хотя монтаньяры и якобинцы полностью разделяли социальные и экономические взгляды жинондистов, они всё более стали склоняться к мысли о чистке Конвента — продолжение кризиса в момент смертельной опасности было невозможно.

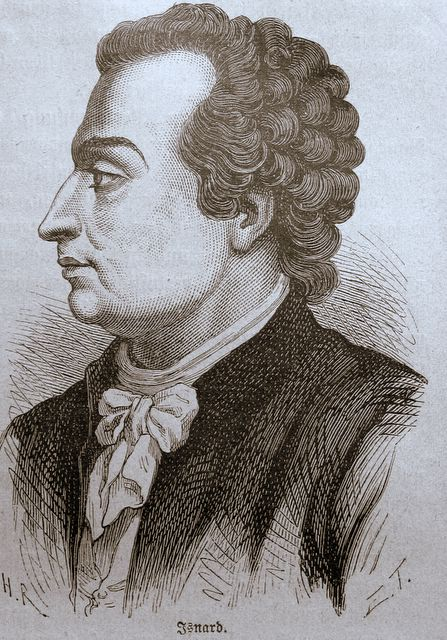
Инар

25 мая Коммуна потребовала освободить арестованных патриотов. В ответ, Инар, председатель Конвента, угрожающе заявил в гневной речи против Парижа, речи, напоминавшей манифест герцога Брауншвейгского прошлого года: 
Выслушайте,что я скажу вам. Франция учредила в Париже центральное народное представительство; необходимо, чтобы Париж уважал его. Если когда-нибудь Конвент будет уничтожен, если когда-нибудь одно из тех волнений, которые беспрерывно продолжаются начиная с 10 марта... Если во время одного из этих непрекращающихся волнений будет совершено покушение на народных представителей, то, объявляю вам от имени всей Франции... Да, объявляю вам от имени всей Франции — Париж будет уничтожен! Париж будет разрушен, и вскоре люди будут искать на берегах Сены, чтобы выяснить, существовал ли Париж когда-либо».
На следующий день Робеспьер в Якобинском клубе призвал народ восстать. Якобинцы объявили себя в состоянии восстания.
28 мая секция Ситэ призвала другие секции Парижа встретиться на следующий день в епископском дворце (фр. Évêché) с целью организации восстания. Варле и Добсен, освобождённые по приказу Конвента за день до этого, присутствовали на этом заседании, на котором также присутствовали только монтаньяры и депутаты равнины (фр. Marais). Делегаты, представлявшие тридцать три секции Парижа, сформировали повстанческий комитет из девяти членов.
Большинство членов комитета были малоизвестными и, сравнительно, молодыми. Варле, действительно, сделал себе имя в качестве агитатора «бешеных» (фр. les Enragés); Хаззенфранц занимал важный пост в военном министерстве; Добсен был председателем жюри Революционного трибунала; Руссейён редактировал «Feuille du salut public». Но кто слышал о печатнике Маркэ, который председательствовал на заседаниях комитета, или его секретаря Томбэ? Кто слышал о художнике Симоно секции Рынка (фр. Halle aux Blés), изготовителе игрушек Бономэ, декораторе Крепенэ, кружевнике Кайле или деклассированном аристократе Дюруре? Тем не менее, именно они и были гласом народа. Они все были французами, все парижане и не новички в революции.
30 мая муниципалитет Парижа поддержал восстание.

## Восстание
Восстание началось 31 мая под руководством повстанческого комитета и по плану в соответствии с методами, проверенными во время восстания 10 августа. В 3 часа утра с собора Парижской богоматери забил набат. В шесть часов утра делегаты 33 секций во главе с Добсеном предъявили свои полномочия в ратуше (фр. Hôtel de Ville de Paris) и временно приостановили полномочия легальной Коммуны. Затем революционный комитет восстановил Коммуну в её функциях.
Затем повстанческий комитет, который теперь находился в ратуше, продиктовал Коммуне, восстановленной в своих правах народом, какие меры должны быть приняты. Он назначил Франсуа Анрио, капитана батальона национальной гвардии секции Ботанического сада (фр. Jardin des Plantes), главнокомандующим национальной гвардии Парижа. Было принято решение, что более бедные национальные гвардейцы, должны получать 40 су за день службы. Вестовая пушка выстрелила в полдень. Общее собрание парижских секций постановило о поддержке повстанческой Коммуны и повстанческого комитета, численность которого было увеличено до 21 путём включения делегатов от якобинцев. Первой заботой Анрио было установление контроля над ключевыми позициями столицы — Арсенал (фр. Bassin de l'Arsenal), Пале-Рояль и мост Пон-Нёф. Он приказывает закрыть городские заставы и арестовать подозрительных.

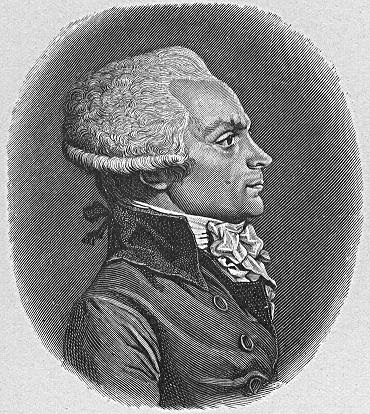
Робеспьер

Секции довольно медленно приходили в движение. 31 мая пришлось на пятницу и санкюлоты были на работе. Демонстрация приняла определённую форму только во второй половине дня. Конвент собрался при звуке набата и барабанного боя. Жирондисты протестовали против закрытия городских застав, набата и выстрелов сигнальной пушки. Представители секций и Коммуны появилась у решётки Конвента около пяти часов. Они потребовали обвинения 22 жирондистов и комиссии 12 перед Революционным трибуналом; создание центральной революционной армии; установление максимума цены на хлеб и фиксирования цены в три су за фунт; увольнения дворян, занимавших высокие должности в армии; создание арсенала для вооружения санкюлотов; чистки департаментов и ареста подозреваемых; право голоса должно временно принадлежать только санкюлотам, и что необходимо установить отдельный фонд для семей тех, кто защищает своё Отечество, как и фонд помощи престарелым и немощным.

Петиционеры пробились в зал заседания и сели на скамьях монтаньяров. Робеспьер взошёл на трибуну и поддержал роспуск комиссии двенадцати. Когда Верньо призвал его сделать заключение, Робеспьер повернулся к нему и сказал: 
Я сделаю своё заключение, и оно будет против вас! Да, против вас, так как вы после революции 10 августа стремились отправить на эшафот тех, кто её произвел! Против вас, ибо вы не переставали требовать разрушения Парижа!... Против вас, так как вы желали спасти тирана! Против вас, ибо вы были в заговоре с Дюмурье и ожесточенно преследовали тех патриотов, голов которых он требовал! Против вас, ибо вы своим преступным мщением вызвали те крики негодования, которые теперь вы вменяете в преступление тем, кто является вашей жертвой! Так вот мое заключение — обвинительный декрет против всех, кто был сообщником Дюмурье, и против тех, на кого указывают петиционеры! 
 Верньо ничего на это не ответил. Конвент распустил комиссию двенадцати и утвердил постановление Коммуны о предоставлении двух ливров в день находящимся под ружьём санкюлотам.
Тем не менее, восстание 31 мая закончилось неудовлетворительно. В этот вечер, в Коммуне, Варле обвинил Шометта и Добсена в слабости. Робеспьер объявил с трибуны, что восстание 31 мая недостаточно. В Якобинском клубе Бийо-Варенн повторил: «Отечество ещё не спасено; надо было принять более решительные меры общественного спасения; именно сегодня надо было нанести последние удары заговору фракционеров». Коммуна, объявив себя обманутой, потребовала и подготовила «дополнение» к революции.

## Падение Жиронды

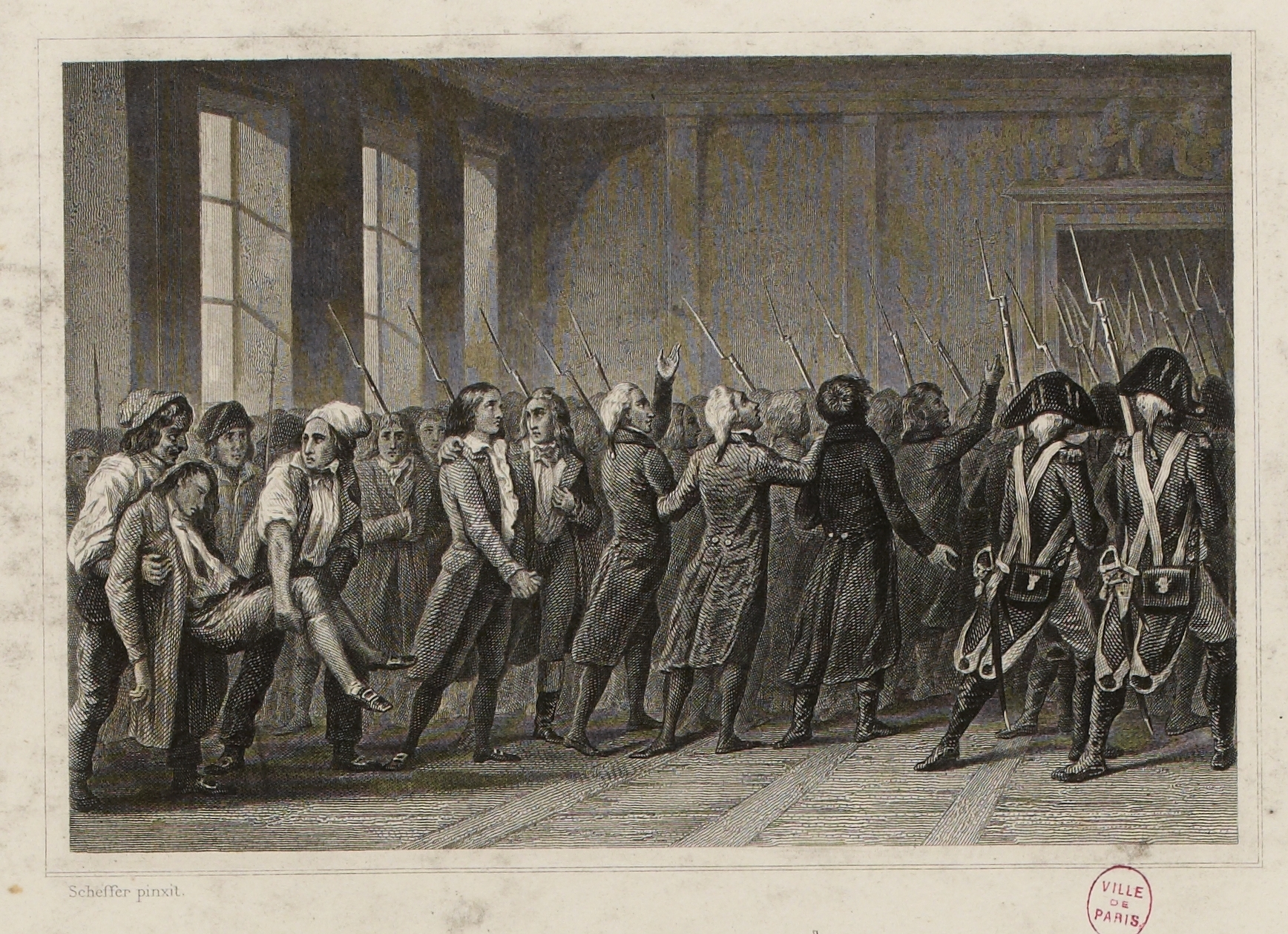
Арест жирондистов в Национальном Конвенте 2 июня 1793

1 июня национальная гвардия оставалась под ружьём. Марат лично появился в ратуше и с подчёркнутой торжественностью дал «совет» народу; а именно, что народ не должен останавливаться на достигнутом и национальная гвардия не должна расходиться, пока победа не будет достигнута. Он сам поднялся на колокольню ратуши и начал звонить в набат. Заседание Конвента закончилось в 6:00 в то же время, когда Коммуна должна была предоставить новую петицию против двадцати двух. При звуке набата заседание возобновилось и петиция с требованием об аресте жирондистов была передана в комитет общественного спасения для рассмотрения и предоставления доклада в течение трёх дней.
В ночь 1 на 2 июня революционный комитет по согласованию с Коммуной приказал Анрио «окружить Конвент вооруженной силой, достаточной, чтобы вызывать уважение, и чтобы вождей заговора можно было арестовать в течение дня в случае если Конвент откажется удовлетворить справедливые требования парижских граждан». Были отданы приказы о запрещении жирондистских газет и аресте их редакторов.
2 июня было воскресенье. Санкюлоты спешили выполнить приказы Анрио и вскоре восемьдесят тысяч вооружённых гвардейцев с пушками окружили Тюильри. Заседание Конвента открылось на рассвете. Как и накануне, председательствовал Малларме. Заседание открылось с плохих новостей: главный город Вандеи только что попал в руки мятежников. В Лионе роялисты и жирондистские секции после ожесточённой борьбы захватили Hôtel de Ville, в которой, как было сказано, погибло восемьсот республиканцев.
Несмотря на это Ланжюине осудил восстание Парижской Коммуны и потребовал его подавления. «Я требую слова ввиду призыва к оружию, раздающегося по всему Парижу». Его прервали криками: «Долой! Он желает гражданской войны, он стремится к контрреволюции! Он клевещет на Париж! Он оскорбляет народ!» Несмотря на угрозы, оскорбления и возгласы Горы и публики с галерей, Ланжюине разоблачает намерения Парижской коммуны и мятежников; мужество его растёт по мере увеличения опасности. «Вы обвиняете нас, — говорит он, — в том, что мы клевещем на Париж! Париж чист, у Парижа доброе сердце, но Париж угнетен тиранами, жаждущими крови и господства!» Слова эти вызвали невообразимый шум; многие из депутатов Горы бросаются к кафедре и силой стараются стащить с неё Ланжюине, но он противится насилию и твёрдо и непоколебимо продолжает: «Я требую упразднения всех революционных властей в Париже; я требую признания недействительным всего того, что они сделали за последние три дня; я требую, чтобы всякий, кто пожелает захватить власть незаконным путём, был объявлен вне закона и чтобы каждому гражданину было предоставлено право устранять таких людей». Не успел он закончить, как в зал ворвались петиционеры и потребовали ареста его и его товарищей. «Граждане, — сказали они, — народу надоело дожидаться своего счастья; ещё на короткое время мы оставляем наше счастье в ваших руках, спасите его, или, мы объявляем вам это, мы сами озаботимся его спасением». Это требование снова было передано в комитет общественного спасения.
Петиционеры вышли, сжимая кулаки и восклицая: «К оружию!». Анрио отдал строгий приказ не впускать и не выпускать ни одного депутата в зал заседаний. Барер от имени Комитета общественного спасения предложил компромисс. Двадцать два и комиссия двенадцати не должны были быть арестованы, но призываются добровольно приостановить выполнение своих функций как депутаты Конвента. Инар и Фоше повиновались на месте. Другие отказались. Пока продолжались эти прения, один из депутатов, Лакруа, вбежал в зал и, бросившись к трибуне, объявил, что ему не позволили выйти и что Конвент более не свободен
Большая часть собрания пришла в негодование против Анрио и его войск. Барер предлагает Конвенту выйти к народу. «Депутаты! — говорит он, — позаботьтесь о своей свободе; прервём заседание и заставим штыки, которыми нам угрожают, опуститься перед нами». Дантон поддерживает Барера и требует, чтобы комитет общественного спасения отомстил за притесняемых народных представителей. Смертельно усталый Малларме уступает место председателя Эро де Сешелю.

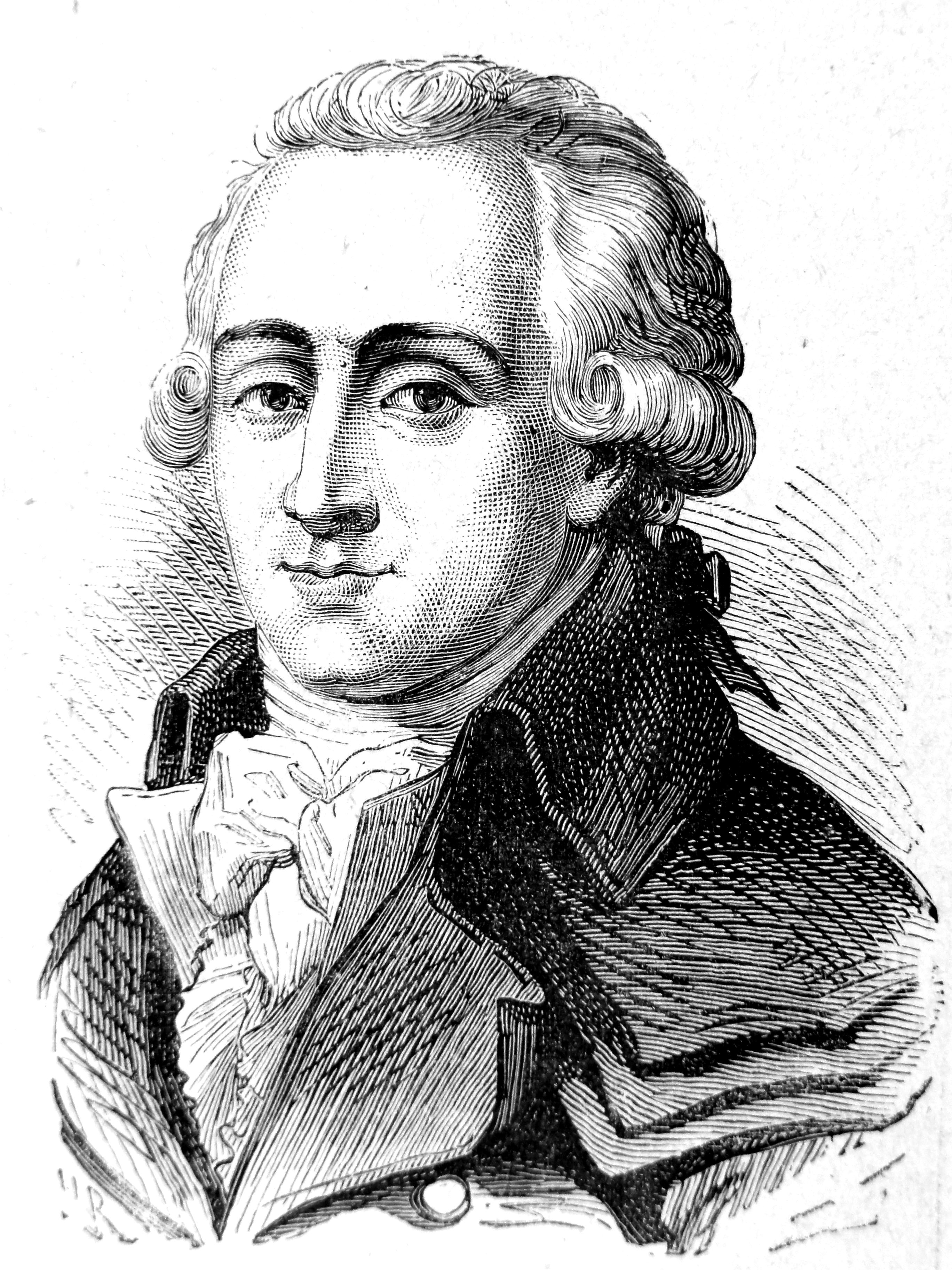
Жорж Кутон

И по предложению Барера весь Конвент, кроме около 30 депутатов Горы, во главе со своим президентом Эро де Сешелем попытался в театральном шествии пройти сквозь стену стали, окружавшую их. У ворот, ведущих к площади Карусель, их путь преградил Анрио на коне, с саблей в руке, в окружении своего штаба и национальных гвардейцев. «Чего требует народ? — спросил президент Эро де Сешель — Конвент заботится исключительно о его счастьи». «Эро,— ответил Анрио, — народ восстал не для того, чтобы услышать очередные фразы. Он требует двадцать два предателя. Если в течение часа народ их не получит, я превращу твой Конвент в груду развалин!». «Выдай нас всех!» раздались голоса вокруг президента. Анрио повернулся к своим артиллеристам и отдал приказ: «Canonniers, a vos pieces!» (Канониры, к орудиям!).
Ассамблея прошествовала вокруг дворца и, встреченная со всех сторон сверканием стали штыков национальной гвардии, вернулась в зал заседаний и подчинилась неизбежному. По предложению Кутона Конвент проголосовал за арест двадцати девяти жирондистов вместе с министрами Клавьером и Лебреном, но настоял, что они должны быть подвергнуты домашнему аресту (фр. arrestation chex eux) под охраной жандарма.

## Результат и последствия

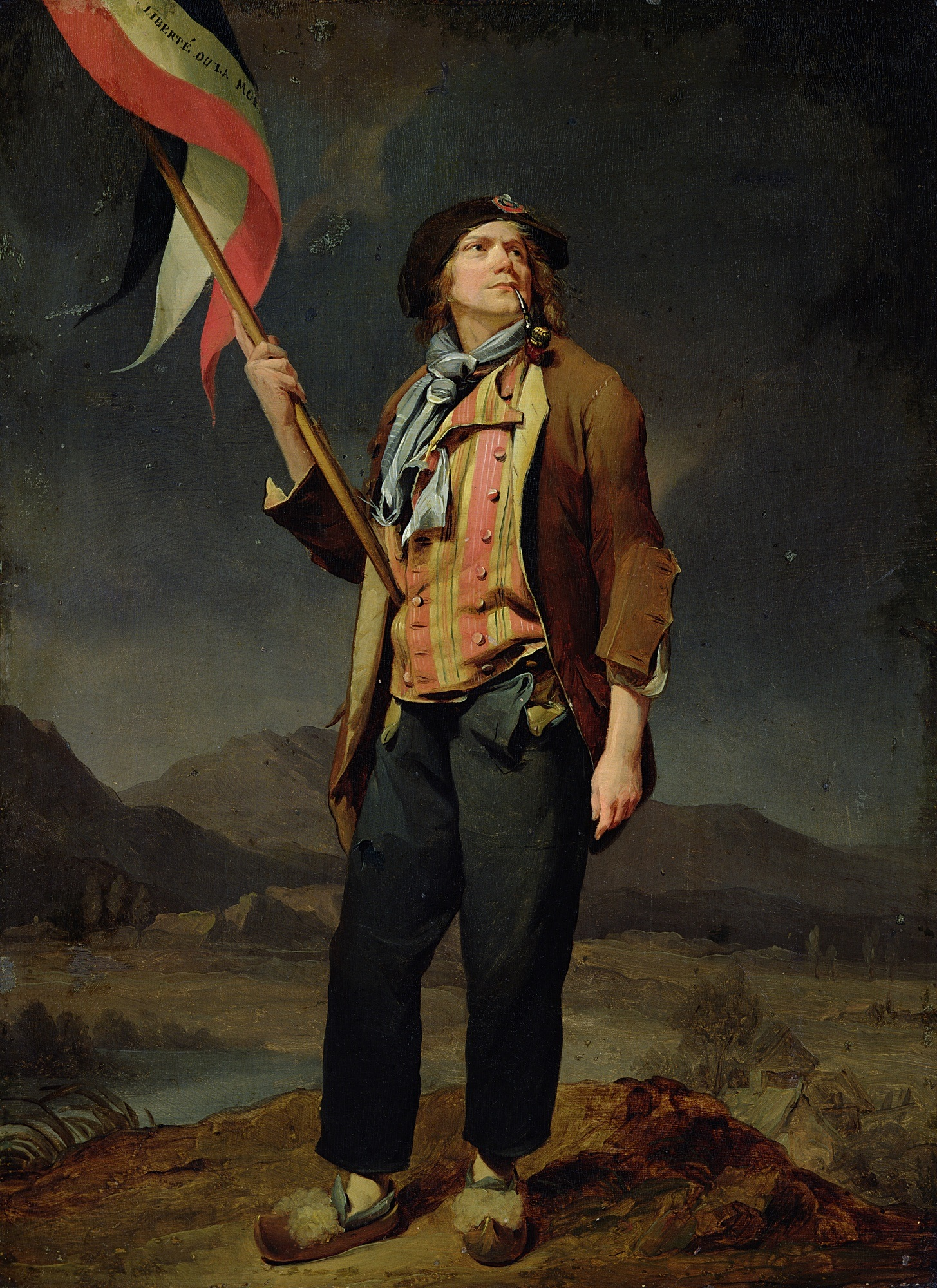
Санкюлот
Луи-Леопольд Буальи

Борьба в Законодательном собрании закончилась победой монтаньяров. Жиронда перестала быть политической силой. Жирондисты в провинциях восстали против Конвента.

Восстание 31 мая — 2 июня вскоре стало рассматриваться как один из главных этапов революции. Но результат кризиса оставил всех участников неудовлетворёнными. Надежды Дантона на компромисс были отвергнуты. Хотя монтаньярам удалось предотвратить кровопролитие, возмущение чисткой ассамблеи вполне могло зажечь огонь федерализма в провинциях. Но теперь у монтаньяров был шанс встать у руля управления страной и вселить новую энергию в дело национальной обороны.
Хотя большинство требований, предъявленных Конвенту восставшими, не были достигнуты, восстание 31 мая — 2 июня 1793 открыло новый этап в революции. В течение лета 1793 было образовано Революционное правительство, был введён максимум цен и якобинская республика начала наступление против своих политических противников.
На парижских фронтонах теперь можно было увидеть надпись, предложенную департаментом Коммуны 29 июня «Unité, Indivisibilité de la République; Liberté, Egalité, Fraternité ou la mort» (Единство, неделимость Республики; Свобода, Равенство, Братство или Смерть), увенчанную трёхцветными подвесками и символами свободы. Дважды в течение года Париж спас Францию. Во второй раз он потребовал в качестве вознаграждения правительство народа и для народа.

### Комментарии
1. ↑  Франсуа Минье приводит приглаженную цитату. Депутат Лакруа потребовал отвести войска от Конвента. Ответ командующего национальной гвардии Анрио был дан в грубой форме[19]: 

Скажи своему чёртовому президенту, что мне плевать на него и его Ассамблею, и что если через час она не доставит мне двадцати двух [жирондистов], я её вышвырну.
Оригинальный текст (фр.)Dis à ton  foutre président  que je me foutre de lui et de son Assemblée, et que si, dans une heure, elle ne me livre pas les vingt-deux, je la ferai foudroyer
2. ↑  Арестованные жирондисты:
Барбару, Бриссо, Бюзо, Бирото[фр.], Жансонне, Горса, Гранженёв[фр.], Гаде, Ланжюине, Ласурк[фр.], Леарди[фр.], Лесаж[фр.], Лидо[фр.], Лувэ, Петион, Саль[фр.], Валазе, Верньо, Бергоин[фр.], Бойю[фр.], Гардье[фр.], Гомэр[фр.], Кервелега[фр.], Осденьер[фр.], Ларивьер[фр.], Моллево[фр.], Рабо, Вижэ[фр.], Шамбо[фр.]